# Eads South Pass Navigation Works

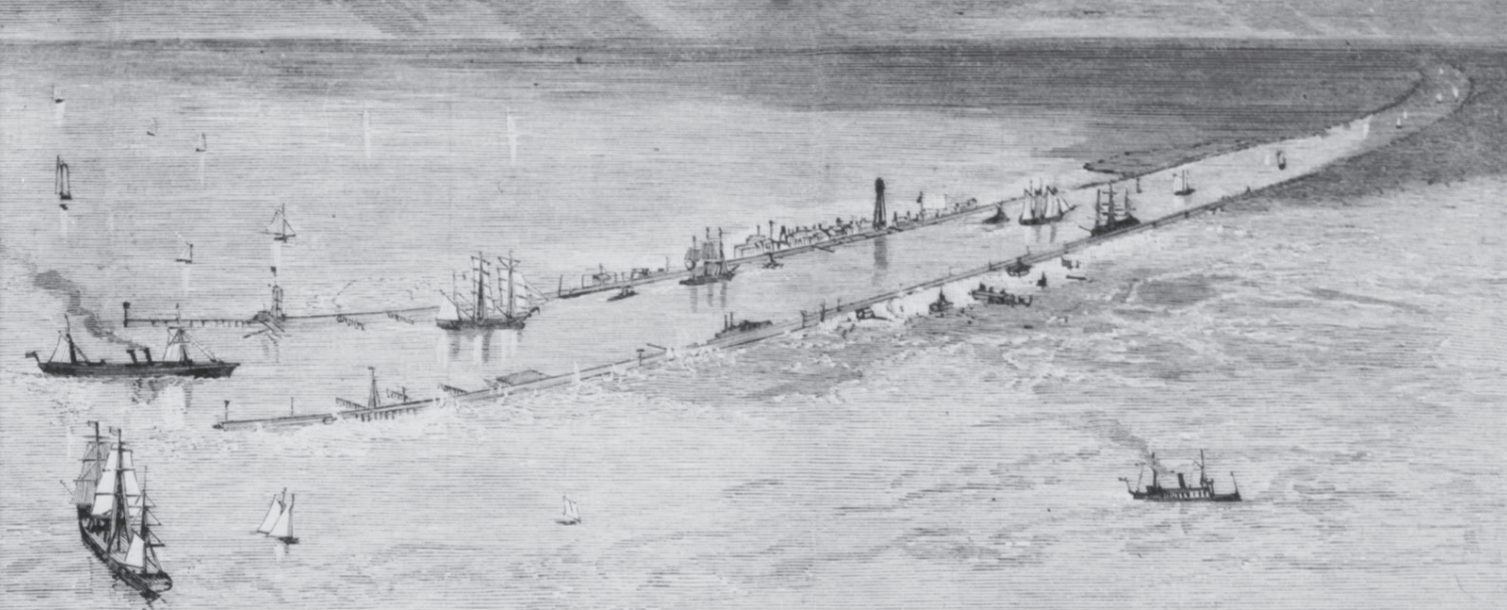
Zeichnung aus der Vogelperspektive der Mündung des South Pass in den Golf von Mexiko mit den von Eads angelegten Dämmen

Die Eads South Pass Navigation Works, deutsch etwa Eads Schiffbarmachung des South Passes, sind die Wasserbauarbeiten unter der Leitung von James Buchanan Eads, welche  in den 1870er Jahren der Schifffahrt auf dem Mississippi River den Hochseezugang wieder herstellten.
Der Mississippi war lange Zeit eine wertvolle Lebensader für den Handel der USA. Im späten 19. Jahrhundert begann jedoch die Mündung des sich ständig verändernden Mississippis zu verschlammen, wodurch die Fahrrinne an manchen Orten nur noch 2,4 m tief war und die Schifffahrt behinderte. Jahrelang versuchte das Corps of Engineers die Sandbänke an den drei Hauptarmen des Mississippi River Deltas ohne Erfolg zu entfernen. Andrew Atkinson Humphreys, der Vorgesetzte des Corps of Engineers, schlug 1874 einen tiefen Kanal vor, um New Orleans wieder ganzjährig an das offene Meer anzubinden. Eads hielt das Projekt als unnötig und nicht zu Ende gedacht. Aufgrund seiner Erfahrungen mit der Bergung von Schiffen im Mississippi schlug er vor, statt des Kanals den South Pass, einer der drei Mündungsarme des Mississippis durch Dämme entlang des Ufers so zu verengen, dass die Strömung beschleunigt wird und der Schlick am Grund des Arms durch diese ins offene Meer hinausgetragen würde.  
Das Projekt von Eads wurde in den Jahren 1875 bis 1879 gegen den Widerstand des Corps of Engineers umgesetzt. Für die Dämme wurden mehrreihig Baumstämme in das Flussbett gerammt. Danach wurden abwechselnd horizontale Lagen von Weideflechtwerk, das an den Stämmen befestigt war, und Schotter eingebracht, bis die Dämme die Wasseroberfläche erreichten. Sie wurden auch ein Stück weit in den Golf von Mexiko fortgesetzt, sodass sich der Schlick nicht unmittelbar an der Mündung ablagern konnte.  
Der South Pass wird zwar heute nicht mehr für die Hochseeschifffahrt genutzt, aber das Prinzip wurde auch für den heute als Zufahrt zu den Häfen New Orleans und Baton Rouge benutzten Southwest Pass angewandt.